# Pasarbanggi
Pasarbanggi is een bestuurslaag in het regentschap Rembang van de provincie Midden-Java, Indonesië. Pasarbanggi telt 2894 inwoners (volkstelling 2010).